# Amblytylus nasutus
Amblytylus nasutus är en insektsart som först beskrevs av Carl Ludwig Kirschbaum 1856.  Amblytylus nasutus ingår i släktet Amblytylus och familjen ängsskinnbaggar. Arten är reproducerande i Sverige. Inga underarter finns listade i Catalogue of Life.

## Bildgalleri

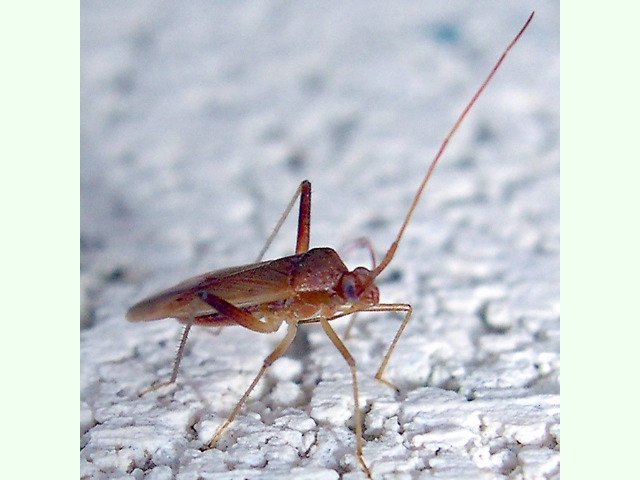
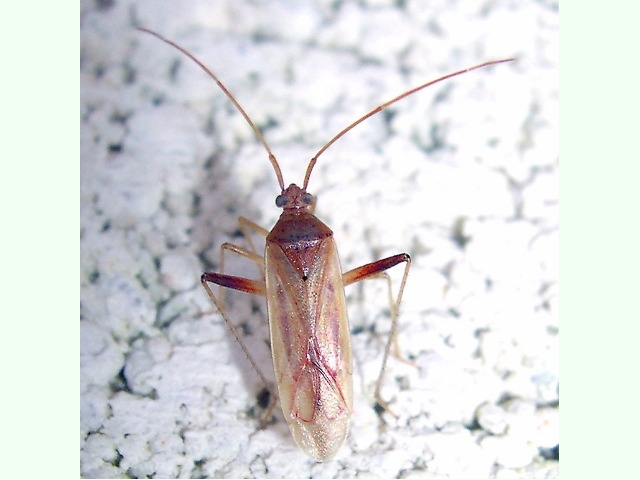